# Réserve nationale de faune de Tintamarre
La réserve nationale de faune de Tintamarre est une aire protégée du Canada située au Nouveau-Brunswick et l'une des 5 réserves nationales de faune située dans cette province. Elle protège les marais de Tintamarre.

## Histoire
La réserve a été établie en 1978. Elle a été incluse parmi la zone de transition de la réserve de biosphère de Fundy en 2007.

## Description
Il y a trois lacs.